# 陣風
陣風是自然界的流體力學現象，指空氣流動，風速時急時緩。強勁陣風可達時速百多公里，令建築物、貨櫃、飛機、竹棚架等造成嚴重破壞及人命傷亡。

## 外部連結
- 陣風系數 （页面存档备份，存于）